# 허버트강반지꼬리주머니쥐
허버트강반지꼬리주머니쥐(Pseudochirulus herbertensis)는 반지꼬리주머니쥐과에 속하는 유대류의 일종이다. 인도네시아와 파푸아뉴기니에서 발견된다. 오스트레일리아 퀸즐랜드주 북동부 지역에서 발견된다. 진한 갈색부터 검은색을 띠며, 배 쪽은 희다. 허버트강반지꼬리주머니쥐는 오랫동안 데인트리반지꼬리주머니쥐(P. cinereus)와 같은 종으로 간주해 왔지만 사실 겉모습은 아주 다르다. 그러나 오스트레일리아에서 발견되는 뉴기니 중심 포유류 속에 속하는 유일한 종이다. 허버트강반지꼬리주머니쥐는 잉햄 서부의 리 산부터 케언스 서부의 램 산맥까지의 열대 우림 지역에 제한적으로 분포한다.